# Аббакумов Степан Тимофійович
Аббаку́мов Степан Тимофійович (нар. 23 листопада (5 грудня) 1870, Київ — 1919, там само) — український диригент, композитор, педагог.

## Біографія
Закінчив 1890 Київське музичне училище (клас фортепіано Г. К. Ходоровського-Мороза і М. О. Лістовничого, клас віолончелі Ф. Мулерта), 1898 — Петербурзьку консерваторію (клас композиції М. Ф. Соловйова).
Навчаючись у консерваторії, диригував виставами українського драматичного гуртка. В 1903 удосконалювався у А. Нікіша в Лейпцизі. В 1904—1905 — диригент Павловського, 1907 — Ялтинського симфонічного оркестрів.
З 1913 — у Києві: диригував симфонічними концертами Київського відділення РМТ, літніми концертами в Купецькому саду. З 1916 — диригент Київського пересувного оперного театру, з 1918 — симфонічного оркестру «Союз оркестрантів» (з 1919 — ім. М. В. Лисенка).
Автор симфонічних, скрипкових творів, хорів, романсів, а також музично-теоретичних праць.